# Elin Nordegren
Elin Maria Pernilla Nordegren (Estocolmo, 1 de enero de 1980) es una modelo sueca y la exesposa del golfista profesional Tiger Woods.

## Primeros años
Su madre, Barbro Holmberg, es política y la antigua ministra sueca de migración y asilo, como también la exgobernadora del Condado de Gävleborg. Su padre, Thomas Nordegren, es un locutor de radio y periodista. Tiene un hermano mayor, Axel, y una hermana gemela, Josefin. Nordegren y su hermano realizaron trabajos de verano y de dependientas o cajeras para financiar sus estudios. Comenzó a modelar en 2000, y apareció en la portada de la revista Cafe Sport en verano de 2000.

## Vida personal

### Matrimonio con Tiger Woods
Elin fue contratada en una tienda de ropa llamada Champagne en Estocolmo, donde conoció a Mia Parnevik, esposa del golfista Jesper Parnevik, quien contrató a Elin como niñera de sus hijos, un trabajo que requería que se mudase a Estados Unidos. Él le presentó a Tiger Woods en el Open Championship 2001. Previamente, Woods había estado esperando a ser presentado a Nordegren, quien estaba viéndose con otra persona en aquel momento. "No estaba interesada en Tiger y él estaba bien con ello," Mia Parnevik dijo. "Había un montón de golfistas solteros que querrían conocerla." En noviembre de 2003, Woods y Nordegren asistieron al torneo Presidents Cup en Sudáfrica y se comprometieron en el lujoso Shamwari Game Reserve.
Se casaron en octubre de 2004 en Barbados. Woods alquiló un resort de lujo por una semana entera, costándole 2 millones de dólares.
Poco después de que su relación se hiciera pública, fotografías de Elin desnuda comenzaron a circular por Internet, aunque se establecieron que eran falsas. A pesar de ello, en 2006, la revista irlandesa The Dubliner publicó fotografías de desnudos declarando que eran de Elin. El 16 de noviembre de 2006, Nordegren presentó una demanda a The Dubliner. Nordegren ganó 125.000 euros, y The Dubliner pidió perdón públicamente.
En 2007, la pareja anunció el nacimiento de su primera hija, Sam Alexis Woods, un día después de quedar segundo en el U.S. Open 2007. El 2 de septiembre de 2008, anunciaron que estaban esperando su segundo hijo. Dio a luz a un hijo, Charlie Axel, en 2009.
En diciembre de 2009, Tiger Woods admitió haberle sido infiel públicamente tras un accidente automovilístico en Florida. Tiger anunció que iba a tomarse un "descanso" del golf para reparar su matrimonio. El esfuerzo no dio frutos, ya que se divorciaron el 23 de agosto de 2010. El equipo de abogados de Elin incluía a su hermana, Josefin.
Con los 100 millones de dólares que recibió del divorcio, se compró una mansión valorada en 12 millones en Florida, construida en 1920.

### Después del divorcio
Mantuvo una relación con el empresario y filántropo Chris Cline.
En junio de 2019 se confirmó su tercer embarazo, fruto de su relación con el deportista Jordan Cameron. Dio a luz en octubre de 2019 a un niño llamado Arthur.